# Mosquée Imam el-Houari
Ne doit pas être confondu avec Mosquée du bey Mohamed el-Kébir.
La mosquée imam el-Houari (مسجد سيدي الهواري), aussi appelée Mosquée du Bey Mohamed Othman El-Kébir  (مسجد الباي محمد عثمان الكبير), est une mosquée d'Oran nommée en l'honneur du saint patron de la ville. Elle fut construite en 1799, comme l'attestait une inscription incomplète, sur l'ordre du Bey Mohammed Ben Othmane. Elle est construite au cœur du quartier oranais historique de Sidi El-Houari.